# Карлсон, Анна
Анна Карлсон (швед. Anna Karlsohn, полное имя Anna Margareta Karlsohn; 1852—1935) — шведская оперная певица (сопрано).
Будучи активной в течение нескольких десятилетий, появлялась как в женских, так и мужских; современники особенно отмечали её колоратурный голос.

## Биография
Родилась 10 марта 1852 года в лене Эльвсборг в семье школьного учителя Андреаса Карлсона и его жены Евы-Марии из Стрёмстада, где росло пятеро детей. По окончании работы в школе, её отец стал органистом, его дело продолжил один из братьев Анны.
Начальное музыкальное образование получила от своего отца и в возрасте пятнадцати лет она окончила школу органистов в городе Скара. В 1871 году Анна стала студенткой класса органа в Королевской музыкальной консерватории (ныне Королевской высшей музыкальной школе в Стокгольме). Не имея достаточных средств для продолжения обучения, она прервало его и устроилась работать в музыкальный коллектив «Nya svenska damkvartetten». За два года работы в этом женском квартете она гастролировала в Норвегии, Дании, Германии и Бельгии. В 1875 году Анна Карлсон снова подала заявление в Королевскую консерваторию музыки, но на этот раз по классу пения. Она изучала вокал у Юлиуса Гюнтера, который посоветовал ей поступать на оперную сцену.

Анна Карлсон (вторая слева) со своими партнёрами по Королевской опере

Её дебют в Шведской королевской опере в Стокгольме состоялся в октябре 1878 года в роли Керубино в «Свадьбе Фигаро». После исполнения ещё двух обязательных дебютных ролей — Зибеля в «Фаусте» и Церлины в «Дон Жуане», Анна Карлсон получила постоянную работу в Королевской опере с декабря 1879 года. В труппе этого театра она выступала без перерыва в течение тридцати трёх лет. Она сыграла много мужских ролей (чаще мальчиков), даже в свои 50 лет, включая Стефано в «Ромео и Джульетте», Джемми в «Вильгельме Телле», Бенджамина в «Joseph i Egypten», Урбана в «Гугенотах» и Бенито в «Spanska studenter». Однако женских ролей было бо́льшее количество, в их числе леди Гарриет в «Марте», Розина в «Севильском цирюльнике», Берта в «Nürnbergerdockan» и принцесса Немеа в «Если бы я был королём». Карлсон не была примадонной, но рецензенты часто хвалили её выступления за ясный и чистый колоратурный голос.
Последние регулярные выступления певицы в Королевской опере состоялись в конце 1911 года. Свое прощальное выступление она провела в апреле 1912 года в возрасте 60 лет. Во время своего долгого пребывания в театре Анна Карлсон была всеми любимой артисткой, одной из самых подготовленных колоратурных певиц оперной сцены.
18 сентября 1897 года Анна Карлсон была награждена медалью Litteris et Artibus, а в феврале 1910 года была избрана в Шведскую королевскую музыкальную академию.
Умерла 27 ноября 1935 года в Васастане, Стокгольм. Была похоронена в семейной усыпальнице на кладбище Gällstad och Södra Säms kyrkogård провинции Вестергётланд. Замужем певица не была.